# Heaven's Gate (setta)
Heaven's Gate ("Il cancello del paradiso", in inglese), precedentemente conosciuta come Human Individual Metamorphosis ("Metamorfosi Individuale Umana", in inglese) e Total Overcomers Anonymous ("Dominatori Totali Anonimi", in inglese) prima del 1996, è stata una setta ufologica, fondata e guidata da Marshall Applewhite e Bonnie Nettles, con sede a Rancho Santa Fe, sobborgo di San Diego (California).

## Storia
Figlio di un ministro presbiteriano ed ex soldato, Marshall Applewhite iniziò la sua incursione nel mondo delle profezie bibliche nei primi anni settanta. Dopo essere stato licenziato dall'Università di St. Thomas a Houston, in Texas, per una presunta relazione con uno dei suoi studenti maschi, incontrò Bonnie Nettles, un'infermiera sposata di 44 anni con un interesse per la teosofia e le profezie bibliche, nel marzo 1972. Secondo gli scritti di Applewhite, i due si incontrarono in un ospedale dove lavorava lei, mentre lui stava visitando un amico malato, ricoverato in quell’ospedale. Applewhite in seguito ebbe la sensazione di conoscere Bonnie da molto tempo e si convinse di averla già incontrata in una vita passata. Bonnie gli disse che il loro incontro le era stato predetto dagli extraterrestri, convincendo Marshall di avere un incarico divino. 
Applewhite e Nettles meditarono sulla vita di san Francesco d'Assisi e lessero molte opere di autori tra cui Helena Blavatsky, Ronald Laing e Richard Bach. Tennero con sé una Bibbia di re Giacomo e ne studiarono diversi brani provenienti dal Nuovo Testamento, incentrandosi sugli insegnamenti di cristologia, ascetismo ed escatologia. Applewhite lesse molto anche di fantascienza, inclusi lavori di Robert A. Heinlein e Arthur C. Clarke. Entro il 19 giugno le convinzioni di Nettles e Applewhite si consolidarono. Essi conclusero di essere stati scelti per adempiere alle profezie bibliche e che avevano ricevuto delle menti di livello superiore rispetto alle altre persone. Scrissero un opuscolo che descriveva la reincarnazione di Gesù come un texano, un riferimento sottilmente velato ad Applewhite. Inoltre, si convinsero di essere i due testimoni descritti nel Libro dell'Apocalisse ed in seguito visitarono occasionalmente delle chiese o altri gruppi spirituali per parlare delle loro identità divine, spesso riferendosi a loro stessi come "I Due", o "I Due dell'UFO". Credevano che sarebbero stati uccisi e poi riportati in vita e trasportati su un'astronave. Questo evento, che chiamarono "La dimostrazione", doveva dimostrare le loro affermazioni. Con loro sgomento, queste idee furono scarsamente accolte dalle comunità religiose esistenti.
Alla fine, Applewhite e Nettles decisero di contattare gli extraterrestri e cercarono seguaci affini. Pubblicarono annunci pubblicitari per le riunioni, dove reclutarono discepoli, che chiamarono "l'equipaggio". Durante gli eventi, dichiararono di rappresentare esseri di un altro pianeta, detto "Livello Successivo", e che cercavano partecipanti per un esperimento. Dichiararono che coloro che avessero accettato di prendere parte all'esperimento sarebbero stati portati a un livello evolutivo più elevato. Nel 1975, durante un incontro di gruppo con ottanta persone nella casa dello Studio City di Joan Culpepper, condivisero la loro rivelazione "simultanea", quella di essere i due testimoni scritti nella storia biblica del "tempo della fine".
Più tardi, nel 1975, l'equipaggio si riunì in un hotel a Waldport, Oregon. Dopo aver venduto tutti i beni "mondani" e aver detto addio ai propri cari, il gruppo svanì dall'hotel e dall'opinione pubblica. Quella notte sul CBS Evening News, Walter Cronkite riferì che il gruppo era scomparso, in uno dei primissimi rapporti nazionali sul gruppo religioso in via di sviluppo: "Una decina di persone ... è scomparsa. È un mistero se abbiano fatto un cosiddetto viaggio verso l'eternità - o semplicemente rapiti". Da quel momento, "Do e Ti" (pronunciato "doe e tee"), come ora si facevano chiamare i due, guidarono i circa cento accoliti attraverso il paese, dormendo in tende e sacchi a pelo e chiedendo l'elemosina per le strade. L'isolamento del gruppo e la sua irreperibilità da parte dei media e delle autorità, gli permise di concentrarsi sulla dottrina di Do e Ti tanto da affermare di aver raggiunto un "livello evolutivo superiore al di sopra dell'essere umano".
Applewhite e Nettles usarono moltissimi pseudonimi nel corso degli anni, in particolare "Bo e Peep" e "Do e Ti". Il gruppo aveva anche una varietà di nomi - prima dell'adozione del nome Heaven's Gate era noto come Human Individual Metamorphosis (in italiano, letteralmente, "metamorfosi umana individuale"). Il gruppo si ribattezzò diverse volte e utilizzò svariati metodi di reclutamento. Applewhite credeva di essere direttamente imparentato con Gesù, affermando di aver raggiunto un "livello evolutivo superiore a quello dell'uomo".
In effetti, gli scritti di Applewhite, che combinavano aspetti del millenarismo, dello gnosticismo e della fantascienza, suggeriscono che si credesse il successore di Gesù e il rappresentante di Cristo sulla Terra. Do e Ti insegnarono durante i primi inizi del movimento religioso che il "veicolo corporeo” di Do fosse abitato dallo stesso spirito alieno che appartenne a Gesù, mentre quello di Ti fosse quello del Dio Padre.
L'equipaggio usò numerosi metodi di reclutamento mentre visitavano gli Stati Uniti, proclamando il vangelo di una "metamorfosi di livello superiore", predicando riguardo all'inganno degli esseri umani da parte degli spiriti dei falsi dei, l'involucro con la luce solare per la guarigione meditativa e della loro divinità". Alla fine degli anni settanta e all'inizio degli anni ottanta, quando il loro sistema di credenze si sviluppò attorno al culto delle loro personalità, l'adesione crebbe. Alcuni sociologi concordano sul fatto che l’esperienza religiosa alternativa e l’individualismo trovato nelle loro esperienze spirituali collettive durante quel periodo contribuì alla crescita del nuovo movimento religioso. Lo "sheilaismo", come è diventato noto, è stato un modo per le persone di fondere i loro diversi contesti religiosi ed unirsi attorno a una fede condivisa e generalizzata, che i seguaci di nuove sette religiose come l'equipaggio di Applewhite trovò un'alternativa molto interessante ai dogmi tradizionali del giudaismo, del cattolicesimo e del cristianesimo evangelico.
Molti membri dell'equipaggio di Applewhite e Nettle provenivano da questi contesti molto diversi tra loro; la maggior parte di essi viene descritta dai ricercatori come "cercatrice di verità da molto tempo", o hippy spirituale che da tempo aveva creduto nel tentativo di "ritrovarsi" attraverso mezzi spirituali, unendo le fedi in una sorta di ambiente culturale. Tuttavia molti di quegli stessi ricercatori notano che non tutti i membri dell'equipaggio di Applewhite fossero hippy reclutati da background religiosi alternativi di estrema sinistra - in effetti, una di queste supposizioni all'inizio era John Craig, un repubblicano rispettato in corsa per la Camera dei Rappresentanti del Colorado al momento dell'adesione nel 1975. Man mano che il numero delle reclute cresceva nei suoi giorni pre-Internet, i membri dell’equipaggio di Applewhite sembrava avessero in comune la necessità di appartenere alla comunità per seguire un percorso alternativo per raggiungere un’esistenza superiore, senza i vincoli della fede istituzionalizzata.
Tuttavia fu solo dopo la morte di Nettles nel 1985 e alla successiva revisione da parte di Applewhite delle credenze del gruppo che l’Heaven’s Gate venne considerata una forma di "cybercultura" e una riforma del pensiero religioso; verso la metà degli anni novanta, il gruppo diventò solitario, identificandosi con il nome "Fonte superiore" e utilizzando il loro sito Web per fare proselitismo. Negli anni seguenti nel gruppo si diffuse l’idea che l'imminente cometa Hale-Bopp ospitasse il segreto per la loro salvezza e l’ascesa nel regno dei cieli. 

### Impatto sui media
L’Heaven's Gate ricevette una critica nel libro Messengers of Deception (1979) di Jacques Vallée, in cui venne descritto un insolito incontro pubblico organizzato dal gruppo. Vallée ha di frequente espresso preoccupazioni all'interno del libro sulle prospettive politiche e religiose autoritarie dei gruppi di questo tipo e l’Heaven's Gate non sfuggì alle critiche. Conosciuto dai media mainstream (anche se ampiamente ignorato negli anni '80 e '90), l’Heaven's Gate era meglio conosciuto nei circoli ufologici.
Nel gennaio 1994, il settimanale LA pubblicò un articolo sul gruppo, allora noto come "The Total Overcomers". Richard Ford, che in seguito avrebbe avuto un ruolo chiave nel suicidio del gruppo del 1997, scoprì Heaven's Gate attraverso questo articolo e alla fine si unì a loro, ribattezzandosi Rio DiAngelo. 
Louis Theroux contattò il gruppo durante la realizzazione di un programma per la sua serie di documentari della BBC Two, Weird Weekends di Louis Theroux, all'inizio di marzo 1997. In risposta alla sua e-mail, Theroux è stato informato che l’Heaven's Gate non poteva prendere parte al documentario perché "al momento un progetto come questo costituirebbe un'interferenza per i nostri obiettivi”.

### Il suicidio di massa
Il 26 marzo 1997 la polizia trovò i cadaveri di 39 membri della setta, suicidatisi in massa bevendo veleno, collegando il fatto con l'avvicinamento al Sole della cometa Hale-Bopp, la cui luminosità e visibilità a occhio nudo superò anche le previsioni fatte dagli esperti.
Tra le persone che si suicidarono vi era anche Thomas Nichols, fratello dell'attrice televisiva Nichelle Nichols. Membro del gruppo da 11 anni, prima di togliersi la vita registrò un video nel quale disse di essere la persona più felice del mondo.
(Sam Harris)